# Gasterosteus
Genre
Gasterosteus est un genre de petits poissons osseux (des épinoches) de la famille des gastérostéidés.

## Liste des espèces et sous-espèces
Selon FishBase (13 janvier 2011) :
- Gasterosteus aculeatus -- Épinoche à trois épines
  - sous-espèce Gasterosteus aculeatus aculeatus Linnaeus, 1758
  - sous-espèce Gasterosteus aculeatus santaeannae Regan, 1909
  - sous-espèce Gasterosteus aculeatus williamsoni Girard, 1854
- Gasterosteus crenobiontus Bacescu & Mayer, 1956
- Gasterosteus gymnurus Cuvier, 1829
- Gasterosteus islandicus Sauvage, 1874
- Gasterosteus microcephalus Girard, 1854
- Gasterosteus wheatlandi Putnam, 1867 -- Épinoche tachetée

Selon NCBI (18 janvier 2023) :
- Gasterosteus aculeatus
  - sous-espèce Gasterosteus aculeatus aculeatus
  - sous-espèce Gasterosteus aculeatus microcephalus
  - sous-espèce Gasterosteus aculeatus williamsoni
- Gasterosteus aculeatus x Gasterosteus nipponicus
- Gasterosteus aculeatus x Gasterosteus wheatlandi
- Gasterosteus gymnurus
- Gasterosteus islandicus
- Gasterosteus nipponicus
- Gasterosteus nipponicus x Gasterosteus aculeatus
- Gasterosteus wheatlandi

Selon World Register of Marine Species (18 janvier 2023) :
- Gasterosteus aculeatus Linnaeus, 1758
- Gasterosteus crenobiontus Băcescu & Mayer, 1956
- Gasterosteus islandicus Sauvage, 1874
- Gasterosteus microcephalus Girard, 1854
- Gasterosteus nipponicus Higuchi, Sakai & Goto, 2014
- Gasterosteus wheatlandi Putnam, 1867